# Alipogene tiparvovec

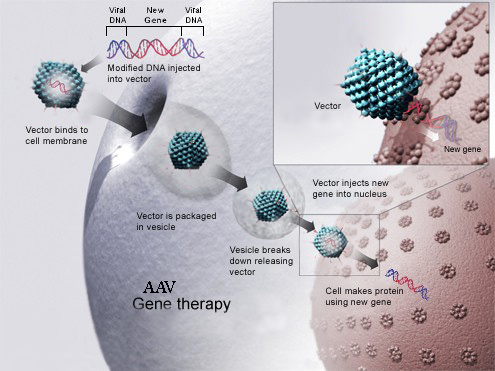
Terapia génica utilizando un vector AAV. Se inserta un nuevo gen en una célula utilizando la cáscara de la proteína AAV. Una vez dentro del núcleo, el nuevo gen produce proteínas funcionales para tratar una enfermedad.

Alipogene tiparvovec (comercializado con el nombre comercial Glybera) es un tratamiento de terapia génica diseñado para revertir la deficiencia de lipoproteína lipasa (LPLD, por sus siglas en inglés), un trastorno hereditario raro que puede causar pancreatitis grave. En julio de 2012, la Agencia Europea de Medicamentos recomendó su aprobación (la primera recomendación para un tratamiento de terapia génica en Europa o los Estados Unidos), y la recomendación fue aprobada por la Comisión Europea en noviembre de 2012.
El medicamento se administra a través de una serie de inyecciones en los músculos de las piernas, hasta 60, todo en una sesión. Es un tratamiento de una sola vez destinado a durar al menos diez años.
Glybera ganó la infamia como el "medicamento de un millón de dólares", lo que provocó que su fabricante, uniQure, eliminara el medicamento después de dos años en el mercado europeo y solo un solo paciente tratado. A partir de 2018, solo 31 personas en todo el mundo han recibido Glybera, y uniQure no tiene planes de vender el medicamento en los EE. UU. O Canadá.

## Historia
Glybera fue desarrollada durante décadas por investigadores de la Universidad de Columbia Británica. En 1986, Michael R. Hayden y John Kastelein comenzaron la investigación en la UBC, confirmando la hipótesis de que la LPLD fue causada por una mutación genética. Años más tarde, en 2002, Hayden y Colin Ross realizaron con éxito la terapia génica en ratones de prueba para tratar la LPLD; sus hallazgos se presentaron en la portada de septiembre de 2004 de l jornal Human Gene Therapy. Luego, Hayden logró tratar a los gatos de la misma manera, con la ayuda de Boyce Jones.

### Pruebas y aprobación
Mientras tanto, Kastelein, que en 1998 se había convertido en un experto internacional en trastornos de los lípidos, fue cofundador de Amsterdam Molecular Therapeutics (AMT), que se hizo cargo de la investigación de Hayden con el objetivo de liberar el medicamento en Europa.
Dado que el LPLD es una condición rara (prevalencia en todo el mundo 1–2 por millón), las pruebas clínicas relacionadas y los ensayos han involucrado tamaños de cohortes inusualmente pequeños. El primer ensayo principal (CT-AMT-011-01) involucró solo a 14 sujetos, y para 2015, un total de 27 individuos habían participado en las pruebas de la Fase III. La segunda fase de las pruebas se centró en los sujetos que viven a lo largo del río Saguenay en Quebec, donde el LPLD afecta a las personas a la tasa más alta del mundo (hasta 200 por millón), debido al efecto fundador.

### Precio
Después de más de dos años de pruebas y cabildeo por AMT, Glybera fue aprobada en Europa en 2012. Sin embargo, después de gastar millones de euros en la aprobación de Glybera, AMT se declaró en bancarrota y sus activos fueron adquiridos por uniQure N.V..
Se esperaba que Alipogene tiparvovec costara alrededor de $ 1.6 millones por tratamiento en 2012, revisado a $ 1 millón en 2015, lo que lo convierte en el medicamento más caro del mundo en ese momento. Sin embargo, la terapia de reemplazo, un tratamiento similar, puede costar más de $ 300,000 por año, de por vida.
En 2015, uniQure abandonó sus planes de aprobación en los EE. UU. Y los derechos con licencia exclusiva para vender el medicamento en Europa a Chiesi Farmaceutici por € 31 millones.
A partir de 2016, solo una persona había sido tratada con la droga, una mujer alemana.
En abril de 2017, Chiesi dejó de vender Glybera y uniQure anunció que no continuaría con la renovación de la autorización de comercialización en Europa cuando estaba previsto que expirara en octubre, debido a la falta de demanda. Posteriormente, las tres dosis restantes en el inventario de Chiesi se administraron a tres pacientes por € 1 cada uno.

## Mecanismo
El vector viral adeno-asociado serotipo 1 (AAV1) transmite una copia intacta del gen de la lipoproteína lipasa humana (LPL) a las células musculares. El gen LPL no se inserta en los cromosomas de la célula, sino que permanece como ADN flotante libre en el núcleo. A la inyección le sigue una terapia inmunosupresora para prevenir las reacciones inmunes al virus.
Los datos de los ensayos clínicos indican que las concentraciones de grasa en sangre se redujeron entre 3 y 12 semanas después de la inyección, en casi todos los pacientes. Las ventajas del AAV incluyen la aparente falta de patogenicidad, el suministro a células que no se dividen y un riesgo mucho menor de inserción en comparación con los retrovirus, que muestran una inserción aleatoria con un riesgo asociado de cáncer. El AAV también presenta una inmunogenicidad muy baja, restringida principalmente a la generación de anticuerpos neutralizantes y una respuesta citotóxica poco definida. La capacidad de clonación del vector se limita a la sustitución del genoma de 4,8 kilobases del virus.